# Vrijwillig Militair Motorrijwiel Korps
Het Vrijwillig Militair Motorrijwiel Korps was een korps van de Nederlandsche krijgsmacht waar beproevingen werden gedaan met de toepassing van motorfietsen voor militair gebruik.
Het idee voor een dergelijke toepassing was al in 1908 ontstaan bij de Nederlandsche Motorwielrijders Vereeniging omdat Nederland toen al als enige krijgsmacht een korps Militaire Wielrijders rijk was. Men vond dat er toch ook ruimte moest zijn voor de veel snellere motorfietsen. Besprekingen met de legerleiding leverden aanvankelijk niets op, tot Duitsland in 1910 een motorkorps van vrijwilligers oprichtte. 
In 1911 deed men het voorstel opnieuw, ditmaal rechtstreeks aan de Minister van Oorlog Hendrikus Colijn. Het plan omvatte een "Vrijwillig Verdedigingskorps" waarvan motorrijders deel zouden uitmaken. NMV-voorzitter Rob toe Laer reed persoonlijk een motorfiets met op het stuur gemonteerde mitrailleur in drie uren van Amersfoort naar de Waalsdorpervlakte en Luitenant Bolten vuurde daar, onder toeziend oog van Minister Colijn en de chef van de generale staf Luitenant-generaal Snijders al rijdend 250 schoten af, waarvan vele de doelschijven troffen. In 1912 namen zes motorrijders deel aan manoeuvres in Breda en later ook in de omgeving van Amsterdam. Daar bewezen zij de geschiktheid van de motorfietsen, maar de legerleiding wilde de motorfietsen alleen inzetten als eigendom van de vrijwilligers omdat de aanschaf en het onderhoud te duur werd geacht. De NMV hielp bij de instelling van een "Commissie tot Vorming van een Korps van Vrijwillige Militaire Motorrijders". Het eindrapport van deze commissie leidde tot de oprichting van het Vrijwillig Militair Motorwiel Korps. 
Bij Koninklijk Besluit van 3 juni 1913 werd het V.M.M.K. opgericht. De leden moesten aangesloten zijn bij de NMV, maar onder bepaalde voorwaarden mochten ook ANWB-leden zich aansluiten. Hoewel de vergoeding klein was te noemen ("De motorwielrijder ontvangt per dag een toelage van ten hoogste vijf gulden als vergoeding voor verblijfskosten, onderhoud van de machine, enz. Herstellingen van het rijwiel blijven voor zijne rekening. Eveneens blijven te zijnen laste alle ongelukken of schade aan derden, hoe ook ontstaan, mits niet het onmiddellijke gevolg van de bevelen hem gegeven. Aanspraak op eenige andere vergoeding blijft uitgesloten") was het animo onder de NMV-leden groot. 
Men moest over een motorfiets van ten minste 250 cc beschikken die minstens twee versnellingen had en 60 km/h kon halen. In 1913 organiseerde de NMV een tentoonstelling waar verschillende fabrikanten hun creaties tentoonstelden. Eysink Fabrieken NV had een 3 pk model met een 28 kg zware mitrailleur en trommels op de bagagedrager die 750 patronen bevatten. De NV Machine-, Rijwiel-, en Automobielfabriek Simplex showde enkele modellen die een complete veldapotheek droegen en de nog jonge Vulkaan Motorrijwielfabriek voorzag een 2½ pk model van een zoeklicht compleet met generator. 
Militaire commandanten waren sceptisch: motorfietsen konden niet gaan waar paarden dat wel konden, dus voor ordonnansdiensten waren ze waarschijnlijk ongeschikt. Daarom zette men op de Veluwe een zwaar parcours uit, voornamelijk door bos, hei en zandverstuivingen. De rijders moesten hun weg zoeken met stafkaarten en in dorpen werd streng gecontroleerd dat de snelheid van 12 à 15 km/h niet overschreden werd. Er waren belangrijke toeschouwers: Koningin Wilhelmina en Prins Hendrik bekeken het gebeuren op een mul zandstuk bij Hoenderloo, maar ook Minister Colijn en veel hoge militairen waren aanwezig. Van de 33 deelnemers haalden slechts vijf de finish niet, en de gemiddelde snelheid was hoog: 35 km/h. De meest gebruikte motorfietsen waren van FN, Douglas en Eysink. 
Van echt initiatief vanuit het Ministerie van Oorlog bleek nog steeds niet veel. De NMV was echter vastbesloten en gesterkt door de resultaten tot dan toe. Ze nodigde andere motorrijwielkorpsen uit voor een landenwedstrijd. Duitsland nam de uitnodiging niet aan, maar het Verenigd Koninkrijk, Frankrijk, België en Denemarken wél. Nu kwam de regering ook in actie: Koningin Wilhelmina stelde een zilveren beker beschikbaar, de Minister van Oorlog en een aantal generaals zorgden voor medailles en plaquettes. De rit zou plaatsvinden in augustus 1914, maar een paar weken eerder brak de Eerste Wereldoorlog uit. Hoewel Nederland neutraal bleef, kwam men bij het ministerie tot het besef dat de motorfietsen een belangrijke functie konden vervullen, maar dat men ze dan ook in eigen beheer moest hebben. Er werden 50 Douglas tweecilinders aangeschaft, waarvoor dienstplichtigen werden opgeleid. Er was geen behoefte meer aan vrijwilligers met hun eigen motorfietsen en eind augustus 1916 werd het V.M.M.K. opgeheven. De leden konden zich wél aanmelden voor het daarvoor in de plaats opgerichte Vrijwillig Landstorm Korps Motordienst.  
Voor de NMV kreeg het verhaal een gunstig staartje. Zij had zich ingezet voor de oprichting van het korps en door de vele terreinritten ook voor de motorsport. Daarom verleende Koningin Wilhelmina in oktober 1916 het predicaat Koninklijk aan de vereniging, die vanaf dat moment Koninklijke Nederlandsche Motorwielrijders Vereeniging heette. 